# Плейгрин
Плейгрин (англ. Playgreen Lake) — озеро в провинции Манитоба в Канаде. Расположено в центре провинции, в 10 км севернее озера Виннипег. Одно из больших озёр Канады — площадь водной поверхности 652 км², общая площадь — 657 км², девятое по величине озеро в провинции Манитоба. Высота над уровнем моря 217 м, колебания уровня озера до 0,89 м.
Объём воды — 2,76 км³, площадь водосборного бассейна — 5322 км².
Ледостав с ноября по июнь.
Ранее через озеро протекала река Нельсон (бассейн Гудзонова залива), ныне Плейгрин является частью водохранилища Виннипег.
Любительское рыболовство, специализация: судак, северная щука и жёлтый окунь.
Озеро впервые нанесено на карту в 1809 году английским картографом и исследователем Питером Фидлером.